# Huerta de la Obispalía
Huerta de la Obispalía település Spanyolországban, Cuenca tartományban. Huerta de la Obispalía Altarejos, Abia de la Obispalía, Villar de Olalla, Zafra de Záncara és Torrejoncillo del Rey községekkel határos. Lakosainak száma 130 fő (2024).

## Népesség
A település népessége az utóbbi években az alábbiak szerint változott:
| Lakosok száma | 155  | 155  | 141  | 124  | 118  | 140  | 128  | 114  | 126  | 130  |
|               | 2001 | 2004 | 2006 | 2009 | 2011 | 2014 | 2016 | 2019 | 2021 | 2024 |